# Агроекологія
Агроекологія  — комплексна наукова дисципліна, об'єктом вивчення якої є агросфера планети, а предметом — взаємозв'язки людини з довкіллям у процесі сільськогосподарського виробництва, що вивчає вплив сільського господарства на екологію, взаємозв'язки між компонентами агро- та екосистем і специфіки колообігу в них речовин, енергії та інформації під впливом техногенних навантажень.
Агроекологія — це інноваційний підхід до сільського господарства, спрямований на досягнення стійких і справедливих продовольчих систем, яку можна розуміти як: міждисциплінарну науку, набір практик і суспільний рух.
Агроекологічні дослідження мають два основних напрямки:
- біофізичний фокус, який операціоналізує агроекологію як екологічне вивчення систем сільськогосподарського виробництва,
- соціально-екологічний фокус, який наголошує на сільському господарстві як пов’язаній соціально-екологічній системі, важливості продовольчих систем і продовольчої безпеки на рівні громад, і соціальної справедливості.

## Варіанти визначень
- 1) самостійна галузь знань та сформований науковий напрямок наукових досліджень, що вийшов з прикладної екології й агрономії; вивчає вплив факторів середовища на продуктивність культивованих рослин, а також структуру й динаміку угруповань організмів, що існують на сільськогосподарських землях;
- 2) наука, що досліджує можливості раціонального використання сільськогосподарських земель для одержання рослинницької і тваринницької продукції при одночасному збереженні природних ресурсів (родючість ґрунтів, природних вод, атмосферного повітря тощо), біологічного різноманіття і захисту середовища існування людини та виробленої продукції від сільськогосподарського забруднення;
- 3) наукова дисципліна про агроценози, яка розглядає як центральний об'єкт вид або сорт, заради якого створюється агроценоз;
- 4) розділ екології, що досліджує аутекологію сільськогосподарських рослин і тварин, а також культурекосистеми;
- 5) розділ екології, що вивчає взаємовідносини сільськогосподарських рослин і тварин із довкіллям.
- 6) інтеграція досліджень, освіти, дій і змін, що забезпечує стійкість усіх частин харчової системи: екологічної, економічної та соціальної.[3]

## Мета і завдання
Головна мета агроекології — це забезпечення сталого виробництва якісної біологічної продукції, збереження і відтворення природно-ресурсної бази аграрного сектора, ефективна екологізація всіх галузей сільськогосподарського виробництва.
Основним завданням агроекології є:
- одержання максимального врожаю при найменшому впливу на довкілля;
- забезпечення населення екологічно чистими продуктами харчування;
- створення агроекосистем, співжиття в агроекосистемах і фактори стабілізації в агроекосистемах;
- меліорація земель;
- інтенсифікація сільського господарства;
- розробка стратегії сільськогосподарського користування в XXI столітті.

## Практики та технології
Основні практики та технології включають практики сталого, відновлювального і органічного сільського господарства, і, зокрема, наступні є найбільш популярними в контексті агроекології:
- Агролісомеліорація
- Ґрунтозахисне землеробство
- Суміщення культур
- Інтегрований захист рослин
- Сидерати та мульчування
- Вуглецеве землеробство[5]
- Мікробна екологія[6]
- Кліматично-розумне сільське господарство[7][8]

### Книги
- Агроекологія: навчальний посібник / Лагутенко О.Т., 2012.
- Lichtfouse, Eric (2012). Agroecology and strategies for climate change. Dordrecht: Springer Science+Business Media B.V. ISBN 978-94-007-1905-7.
- De Marchi Massimo; Diantini Alberto; Eugenio Pappalardo Salvatore (2022). Drones and geographical information technologies in agroecology and organic farming: contributions to technological sovereignty. Boca Raton, FL. ISBN 978-0-429-05284-2.
- Méndez V. Ernesto; Izzo Victor M.; Engles Eric; Gerlicz Andrew (2023). Agroecology: leading the transformation to a just and sustainable food system (4th edition). Boca Raton, FL. ISBN 978-1-003-30404-3.

### Журнали
- Agroecology and Sustainable Food Systems